# Kvällspostens Thaliapris
Kvällspostens Thaliapris var ett teaterpris som årligen utdelades av tidningen Kvällsposten för teaterprestationer i Skåne. 
Thaliapriset delades ut första gången 1952, då skådespelaren Georg Årlin fick det. Priset gick till spelårets bästa enskilda prestation på teaterområdet i Skåne. Fram till 1997 delades det bara ut till produktioner vid institutionerna i Malmö, men gällde sedan för hela Skåne och även för teatrar utanför institutionerna. Priset bestod av liten skulptur, en miniatyrreplik i brons av konstnären Bror Marklunds staty av teaterkonstens musa, Thalia, som står i foajén till nuvarande Malmö opera och musikteater.
Inledningsvis instiftades och utdelades priset av den teaterintresserade chokladfabrikören Arne Påhlson i Malmö till framstående prestation vid Malmö Stadsteater, som då innefattade såväl talteater som opera/musikteater och balett (numera uppdelade under olika namn), men då dennes företagsverksamhet upphörde övertog Kvällsposten uppdraget och delade från 1960 ut det i sitt namn. Pristagarna utsågs av en jury, vars ordförande varit 1952–1988 Gunnar Ollén, 1988–2007 professor Ingvar Holm, 2007–2010 Carl-Henrik Svenstedt och från 2010 Theresa Benér. År 2020 var sista året som priset delades ut.

## Pristagare
- 1952 – Georg Årlin
- 1953 – Gertrud Fridh
- 1954 – Åke Fridell
- 1955 – Toivo Pawlo
- 1956 – Benkt-Åke Benktsson
- 1957 – Naima Wifstrand
- 1958 – Max von Sydow
- 1959 – Ingrid Thulin
- 1960 – Åke Askner och Lars-Levi Læstadius
- 1961 – Sture Lagerwall
- 1962 – Yngve Nordwall
- 1963 – Folke Abenius
- 1964 – Olof Bergström
- 1965 – Lennart Olsson
- 1966 – Halvar Björk
- 1967 – Agneta Prytz
- 1968 – Arne Hasselblad
- 1969 – Margareta Hallin
- 1970 – Barbara Granzow
- 1971 – Göte Fyhring
- 1972 – Eva Sköld
- 1973 – Gunnar Ekström
- 1974 – Maj Lindström
- 1975 – Carl-Åke Eriksson
- 1976 – Lars Humble
- 1977 – Leif Söderström
- 1978 – Karin Mang-Habashi
- 1979 – Emy Storm
- 1980 – Göran Arfs
- 1981 – Holger Reenberg
- 1982 – Elsa-Marianne von Rosen
- 1983 – Kåre Sigurdson
- 1984 – Carl-Åke Eriksson
- 1985 – Lars Passgård
- 1986 – Arne Strömgren
- 1987 – Pär Ericson
- 1988 – Marianne Mörck
- 1989 – Annika Lundgren
- 1990 – Kristina Kamnert
- 1991 – Ronnie Hallgren
- 1992 – Mats Eklund
- 1993 – Jonas Kåge
- 1994 – Peter Oskarson
- 1995 – Bente Lykke Møller
- 1996 – Helen Sjöholm
- 1997 – Staffan Valdemar Holm
- 1998 – Kjell Stjernholm (Moomsteatern i Malmö)
- 1999 – Lena Josefsson (Skånes Dansteater)
- 2000 – Hans-Peter Edh
- 2001 – Fredrik Gunnarsson
- 2002 – Henrik Holmberg (Skillinge Teater)
- 2003 – Teater Terrier i Malmö (2007 ombildad till Institutet)
- 2004 – Bror Tommy Borgström (Ystads Stående Teatersällskap)
- 2005 – Maria Sundbom
- 2006 – Jörgen Dahlqvist, Fredrik Haller och Christina Ouzounidis (dramatiker/dramaturger, (Teatr Weimar i Malmö)
- 2007 – Maria Sundquist (Operaverkstan, Malmö Opera och Musikteater)
- 2008 – Kajsa Giertz
- 2009 – Nina Jemth och Pelle Öhlund (Varietéteatern Barbès i Malmö)
- 2010 – Lindy Larsson
- 2011 – Klas Abrahamsson och Erik Gedeon för uppsättningen Ingvar – en musikalisk möbelsaga
- 2012 – Harald Leander för dramatisering och regi av Legenden om Sally Jones (Teater 23 i Malmö)
- 2013 – Stefan Johansson, regissör och dramaturg
- 2014 – Michalis Koutsogiannakis, skådespelare, för titelrollen som Caligula i Albert Camus pjäs Caligula på Helsingborgs stadsteater[2]
- 2015 – Christian Tomner för regin av Lars Noréns pjäs Stillheten på Helsingborgs stadsteater.
- 2016 – Melanie Mederlind för regin av Elfriede Jelineks pjäs Vinterresa på Helsingborgs stadsteater.
- 2017 – Anna Söderberg, koreograf från Malmö, för verket Nadita.
- 2018 – Erik Holmström, dramatiker och regissör som driver Malmö dockteater.
- 2019 – Jörgen Dahlqvist, för grundandet av Transistorfestivalen.[3]
- 2020 – Sara Cronberg och teaterkollektivet Bombina Bombast, för föreställningen Ögonvittnen.[4]